# Peraboa
Peraboa is een plaats (freguesia) in de Portugese gemeente Covilhã en telt 1072 inwoners (2001).